# Mahmoud Badr
Mahmoud Badr (Arabisch: محمود بدر) (12 mei 1985) is een Egyptisch journalist, omroepproducent en activist. Hij is een van de oprichters en de woordvoerder van Tamarod, een grassrootsbeweging die een grootschalige handtekeningencampagne organiseerde die leidde tot de val van het bewind van president Morsi.

## Biografie
Badr begon zijn loopbaan als journalist en omroepproducent. Daarnaast was hij politiek betrokken als coördinator van de oppositiebeweging Kefaya (lid sinds 2004) en in de verkiezingscampagne van Mohammed el-Baradei van 2010. Hij nam ook deel aan de Egyptische Revolutie van 2011 en stemde tijdens de presidentiële verkiezingen erna op de latere president Morsi. Hij was echter geen prominent lid in de revolutionaire beweging.
Hier kwam verandering in, toen hij en twee vrienden op 23 juni 2013 in zijn appartement in Gizeh op het idee kwamen een handtekeningencampagne te starten, waarin de bevolking het vertrouwen in president Morsi opzegde. Met uiteindelijk vier anderen riep hij de actiegroep Tamarod (Rebellie) in het leven. Als woordvoerder is Badr het meest prominente lid van deze beweging. Op 28 juni maakte hij de handtekeningencampagne publiek en Tamarod groeide binnen enkele maanden uit tot een landelijk decentraal netwerk met een overkoepelend bestuur van 35 leden en een grote groep coördinatoren. Na twee maanden maakte Tamarod bekend, dat er inmiddels 22 miljoen handtekeningen waren verzameld.
Hiernaast ontstonden er grootschalige protesten waarin geroepen werd om het aftreden van Morsi, met tientallen miljoenen demonstranten op 30 juni, een jaar na Morsi's aantreden als president. Uiteindelijk greep het leger in op 3 juli door Morsi af te zetten en een overgangsregering te benoemen.
Net als de leiders van andere politieke partijen en bewegingen, zaten ook Madr en twee andere Tamarod-leiders aan tafel met overgangspresident Adly Mansour om over de toekomst van Egypte te spreken. Verder werd Badr opgenomen in een commissie van vijftig leden die de nieuwe grondwet samenstelde. In september 2013 werd hij beroofd en korte tijd ontvoerd. Het zou hier echter om toeval gaan en niet om een gerichte politieke aanval.
In november 2013 was er intern beroering bij Tamarod, toen een groep coördinatoren onder meer Badr onderwierp aan een intern verhoor. Volgens de coördinatoren zouden hij en zes andere prominente leden zich schuldig hebben gemaakt aan het misbruiken van de beweging, het nemen van beslissingen zonder andere leden te raadplegen en het betrekken van de beweging bij politieke beslissingen waar geen overeenstemming over zou zijn.

## Ommezwaai
Vanaf het begin van de campagne pleitte Badr er herhaaldelijk voor dat de Opperste Raad van de Strijdkrachten (SCAF) uit de politiek geweerd diende te worden. Tijdens een bijeenkomst in mei sprak hij nog nadrukkelijk uit: "We staan erop dat het leger niet betrokken kan worden in de politiek." Echter zat hij op 3 juli in eigen persoon naast generaal Sisi toen die het einde van de regering van Morsi afkondigde. Volgens Badr zou het hier niet gaan om een staatsgreep, maar volgde het leger de wil van het volk dat zich uitgesproken had in het referendum. Zijn standpunt over de rol van het leger in de politiek was daarmee radicaal gedraaid.
Op 24 juli prees hij de generaal zelfs in een interview met de Franse Libération als "een erg intelligent man die van zijn land houdt." In hetzelfde interview bekende hij zijn bewondering voor Nasser en De Gaulle, twee andere generaals die het tot staatshoofd hadden gebracht. In december 2013 plaatste hij op zijn Facebookpagina de verklaring: "Tamarod kan het niet oneens zijn met de aspiraties van het volk; ze kondigt daarom aan dat als Sisi zich kandideert voor het presidentschap, de beweging hem zal steunen." Nadat de beweging de dag erop officieel bekendmaakte, dat het land geregeerd diende te worden door een burgerpresident, haalde Badr zijn verklaring van Facebook af en verontschuldigde hij zich met de opmerking dat het om zijn persoonlijke mening handelde.